# Enter Nowhere
Enter Nowhere (también conocida como The Haunting of Black Wood) es una película de thriller psicológico del año 2011, dirigida por Jack Heller y protagonizada Scott Eastwood, Sara Paxton y Katherine Waterston.
La película se estrenó bajo el título he Haunting of Black Wood en 2015.

## Argumento
Tres desconocidos se adentran en el bosque en busca de una misteriosa cabaña perdida en mitad del bosque. Cuando huir del bosque, verán que si quieren conseguirlo deberán dejar a un lado sus diferencias. Sin alimentos, sin saber a dónde se dirigen y frustrados, tendrán que buscar qué es lo que les ha llevado a ese bosque en busca de la cabaña. Sólo en aquello que les une estará la respuesta para salir vivos de allí.